# Atti Johansson
Agda Teresia Eufemia (Atti) Johansson född 16 september 1917 i Jukkasjärvi församling, Norrbotten, död 24 november 2003 i Eds församling, Sollefteå, målare från Sollefteå. 
Atti Johanssons konstnärskap byggde i mycket stor omfattning på miljön och den förstörelse den utsatts för. En av de bildserier hon skapade föreställde en flygmotor med propeller och olika sorters bär. Ett av de verk hon skapat är den 65 meter långa målningen i Dragonskolan i Umeå, som skapades som ett ifrågasättande till huruvida maskinerna ska styra människan eller tvärtom. Ett liknande verk, men i mindre skala finns på en vägg i Gudlav Bilderskolan i Sollefteå. På samma skolas gård residerar ett konstverk bestående av fem, i betong gjutna, blyertspennor i olika färger, även det Attis gärning. Hon arbetade också aktivt mot skogsbesprutningen med sin konst.
Atti Johansson var gift med grosshandlaren Olof Johansson. De levde i det så kallade Lindewallshuset i Sollefteå, vilket revs 2008 för att göra plats för Lidls kundparkering. Hon var också nära vän till Ingrid Thulin. Johansson är representerad vid Moderna museet.